# Translohr

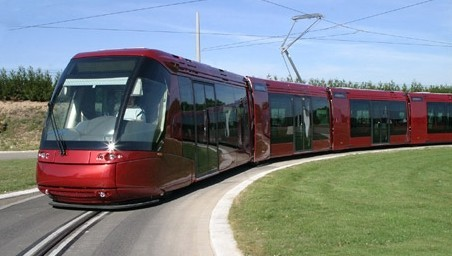
Autobus typu translohr w Clermont-Ferrand

Translohr – system autobusu torowego. Pojazd porusza się na gumowych oponach jak zwykły autobus, jednak oprócz tego, jest prowadzony za pomocą pojedynczej szyny umieszczonej w jezdni. Zasilany z sieci trakcyjnej nad torem (drugi biegun stanowi szyna). Produkowany przez Lohr Industrie we Francji. Obecnie używany w Clermont-Ferrand i Île-de-France (Francja) Tiencin, Szanghaju (Chiny), Wenecji-Mestre i Padwie (Włochy) oraz w Medellin (Kolumbia).

## Translohr a tramwaj

### Zalety

Schemat szyny prowadzącej systemu Translohr. Na zielono zaznaczono szynę, w kolorze czerwonym koła prowadzące pojazdu

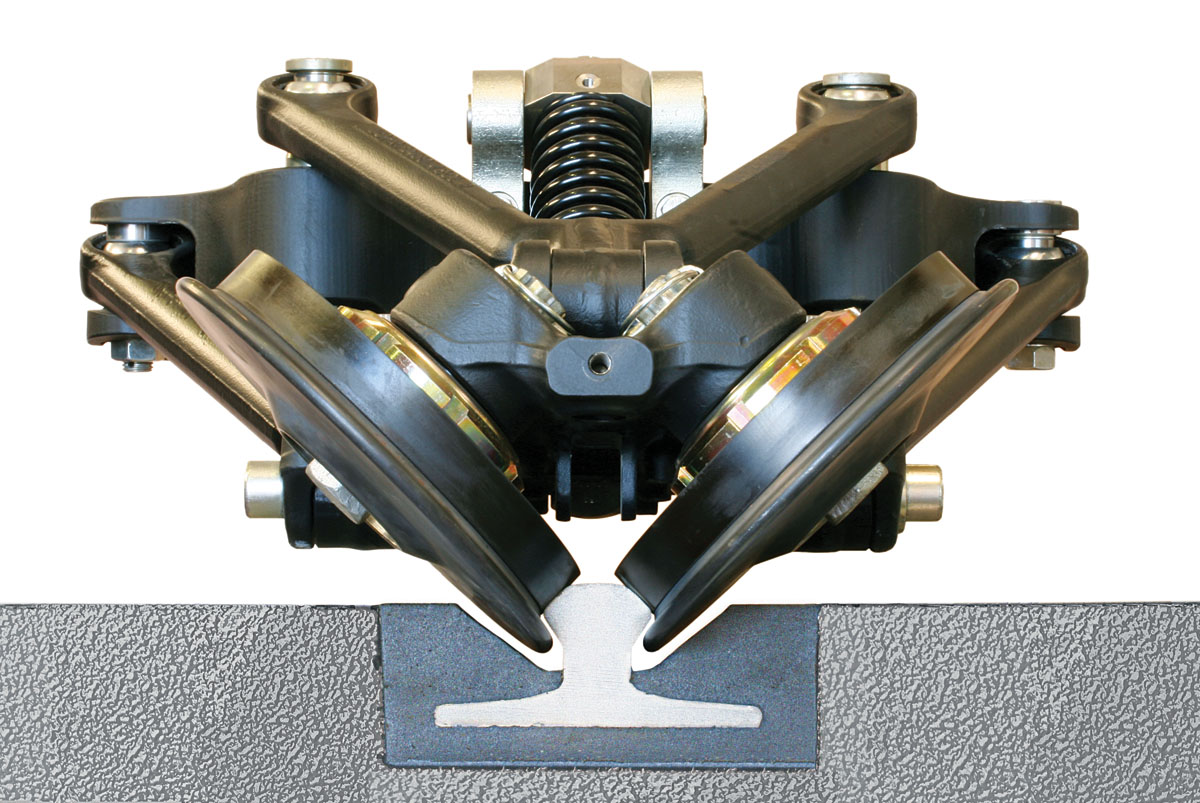
Układ prowadzenia

Podobnie jak w przypadku tramwaju, możliwe jest stosowanie podwyższonych platform przystankowych, co ułatwia wsiadanie. Pojazdy poruszają się po torze, dzięki czemu wymagają węższych pasów ruchu.
Dzięki gumowym oponom, jak w autobusie, a co za tym idzie większej przyczepności, możliwe jest pokonywanie bardziej stromych wzniesień niż w przypadku tramwaju.
Uważa się, że ze względu na użycie opon hałas jest niższy, przynajmniej do czasu, gdy powstaną koleiny.

### Wady
Translohr to system transportu publicznego oparty na technologii tramwajowej, który ma swoje wady, w tym:
- wysokie koszty inwestycyjne, związane z koniecznością budowy specjalnych betonowych torów i zakupu specjalistycznych pojazdów
- ograniczona popularność w porównaniu do tradycyjnych tramwajów i systemów metra, co może sprawić trudności w dostępie do taboru i części zamiennych
- problemy z awariami, wynikające z bardziej skomplikowanej konstrukcji i specjalistycznych urządzeń, co może prowadzić do kosztownych i czasochłonnych napraw
- trudności w manewrowaniu na wąskich i krętych ulicach, co wymaga starannego planowania tras i infrastruktury
- ograniczona przepustowość w porównaniu do większych tramwajów lub systemów metra, co może być problemem w miastach z dużą liczbą pasażerów
- kwestie estetyczne, które mogą wpłynąć na postrzeganie systemu Translohr jako mniej atrakcyjnego wizualnie ze względu na brak tradycyjnych szyn

Wybór systemu Translohr jako rozwiązania transportowego zależy od wielu czynników, takich jak miejsce, budżet i potrzeby transportowe miasta, dlatego wymaga dokładnego rozważenia jego wad i zalet w kontekście konkretnej lokalizacji.